# Estrela de bósons
Uma estrela de bósons é um objeto astronômico formado por partículas chamadas bósons (estrelas ordinárias são compostas de férmions). Para que este tipo de estrela exista, deve haver um tipo de bóson estável de pequena massa. Ainda não há qualquer evidência apontando a existência desse tipo de bóson. Todavia, seria possível detectar essas estrelas através da observação da radiação gravitacional emitida por um par de estrelas de bósons co-orbitantes.
As estrelas de bósons poderiam ter sido formadas pelo colapso gravitacional nos primórdios do Big Bang. Pelo menos em teoria, uma estrela de bósons supermassiva poderia existir no núcleo de uma galáxia, o que poderia explicar muitas das propriedades observadas nos núcleos galáticos ativos. As estrelas de bósons foram propostas como possíveis candidatas a objetos de matéria escura.